# Johann Philipp Georg Dominikus Vöhlin von Frickenhausen

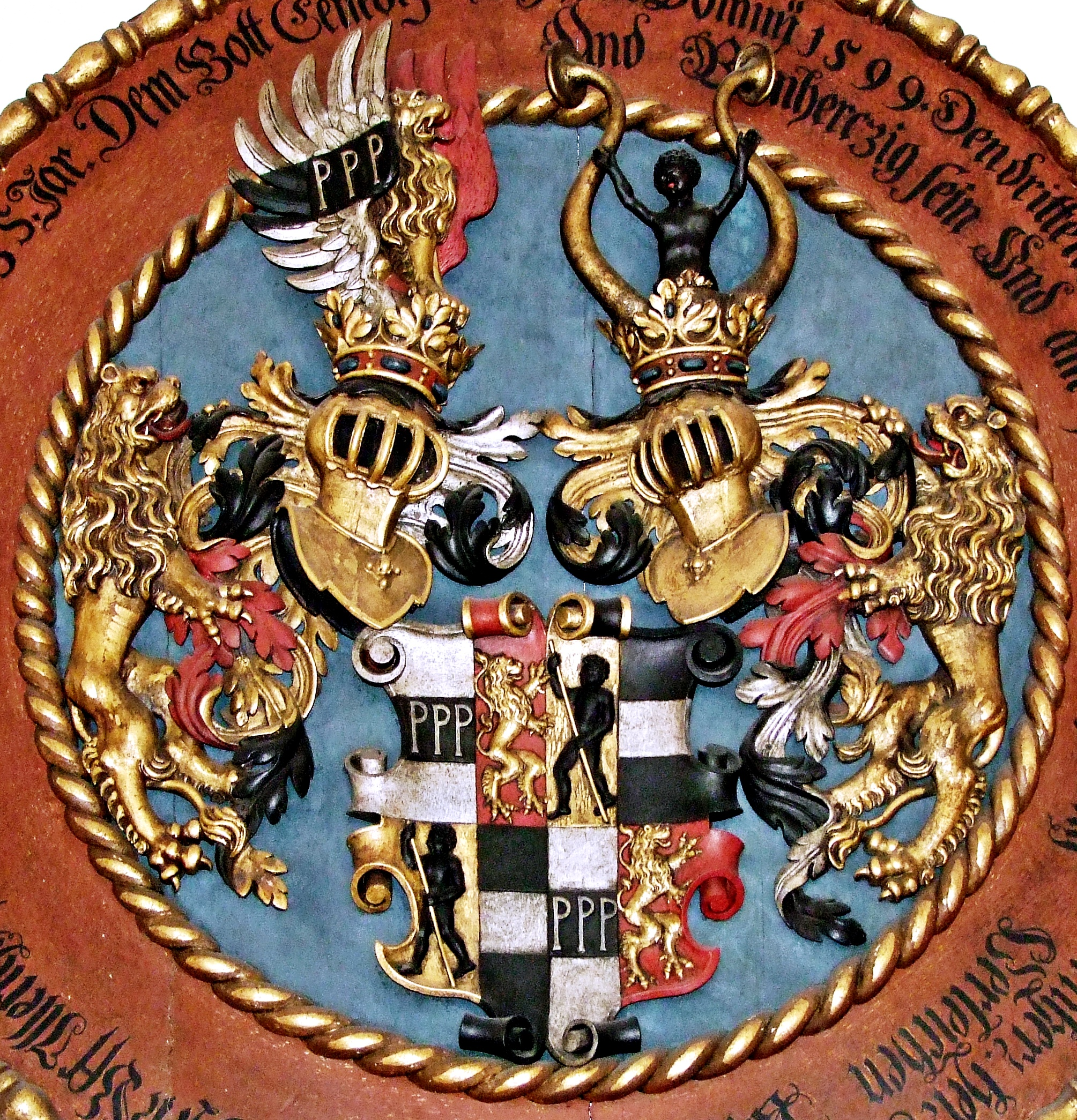
Wappen der Freiherrn Vöhlin von Frickenhausen

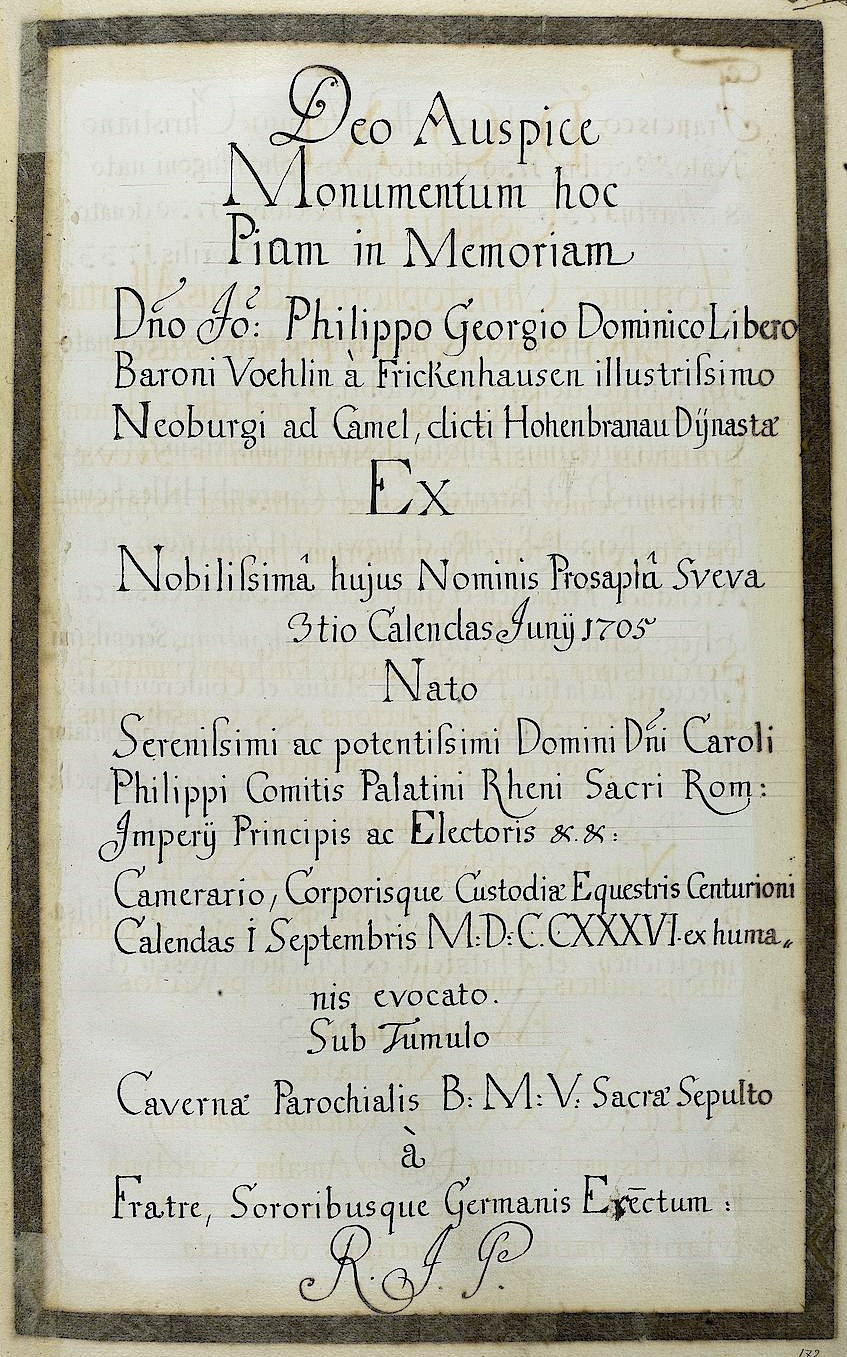
Überlieferte Epitaphinschrift

Johann Philipp Georg Dominikus Vöhlin von Frickenhausen (* 3. Juni 1705; † 1. September 1736, vermutlich Mannheim) war ein Freiherr aus der schwäbischen Adelsfamilie von Vöhlin, kurpfälzischer Kammerherr und Hauptmann der kurfürstlichen Leibgarde.

## Leben und Wirken
Er entstammte der Frickenhausener Linie des Adelsgeschlechtes von Vöhlin und wurde geboren als Sohn des Johann Ludwig Guidobald Vöhlin von Frickenhausen (1661–1728) sowie seiner Gattin Johanna Elisabeth Maximiliana von Gemmingen-Steinegg (1666–1720), Tochter des Eitel Dietrich von Gemmingen, bischöflich Speyerer Oberamtmann in Lauterbourg.
Sein Onkel (Bruder seines Vaters) Christoph Adam Vöhlin von Frickenhausen (1668–1730) wirkte als Geheimrat und Oberstallmeister des pfälzischen Kurfürsten Karl III. Philipp, in Mannheim. Über ihn dürfte auch Johann Philipp Georg Dominikus dorthin gelangt sein.
1727 avancierte er zum Hauptmann der berittenen kurfürstlichen Leibgarde und erhielt auch den Hofrang eines Kammerherrn.
Johann Philipp Georg Dominikus Vöhlin von Frickenhausen starb bereits 1736 und wurde in der Mannheimer St.-Sebastians-Kirche beigesetzt, wo er ein Epitaph erhielt, das seine Geschwister errichten ließen. Es ist nicht mehr erhalten, im Thesaurus Palatinus des Landeshistorikers Johann Franz Capellini von Wickenburg († 1752) ist jedoch die Inschrift überliefert.
Auch der Onkel war in dieser Kirche beigesetzt worden und hatte dort ein Epitaph.